# Інукджуак
Інукджуак (англ. Inukjuak,  інук. ᐃᓄᒃᔪᐊᒃ, фр. Inukjuak, до 1965 року Порт-Гаррісон) —  село у Канаді, у районі Нунавік регіону Північ Квебеку провінції Квебек, на східному березі Гудзонової затоки. Населення села становить 1597 людей (перепис 2011 року), близько 83,9 % якого складають ескімоси.
Село є одним з 14 так званих північних сіл (офіційний статус) Квебеку.
У селі є аеропорт.

## Назва
З 1908 року село мало назву Порт-Гаррісон (Port Harrison), на честь одного з акціонерів гірничої компанії, що провадила тут геологічні дослідження. Однак, ескімоси називали його Інукджуак. 1965 року село було перейменоване на Інукджуак (Inoucdjouac), при цьому пошта Канади продовжувала використовувати стару назву Порт-Гаррісон. 1980 року Топонімічна комісія Квебеку вирішила наблизити офіційні назви ескімоських поселень до тих, що використовувалися ескімосами. Після цього  село і місцеве поштове відділення отримали назву Інукджуак (Inukjuak).
Ескімоська назва села "Інукджуак" у перекладі означає "Велетень".

## Історія
Археологічні розкопки навколо села показують, що ця місцевість була здавна населена ескімосами.
Перші європейці з'явилися у цих місцях, можливо, лише у 1901 році під час експедиції геолога Альберта Пітера Лоу (Albert Peter Low), які прибули сюди у серпні того року. Лоу й назвав це місце "Порт-Гаррісон" на честь одного з акціонерів гірничої компанії.
На початку XX століття одна з найвідоміших хутрових компаній з Франції “Брати Ревільйон” (фр. Révillon Frères) заснувала тут пункт скуплення хутра у ескімосів. 1920 року такий самий пункт заснувала тут Компанія Гудзонової затоки. Цього ж року Роберт Флаерті, один з засновників документального кіно, коштом компанії “Брати Ревільон” починає зйомки в селі   стрічки  “Нанук з Півночі” про життя ескімосів. Стрічка вийшла в прокат 1922 року.
1936 року Компанія Гудзонової затоки купує компанію “Брати Ревільон” і стає монополістом у скуповуванні хутра у місцевих ескімосів, залишаючись ним до 1958 року.
З 1928 року у селі діяла місія Англіканської церкви. 1935 року тут відкрито поштове відділення й пост канадської королівської кінної поліції, 1947 року тут з’явився фельдшерський пункт, а 1951 року – школа. З цього часу ескімоси, які досі жили переважно поза межами Порту Гаррісона, перебираються у село на постійне проживання й потроху кидають свій традиційний спосіб життя. Село Інукджуак отримало статус муніципального утворення у 1980 році.
1953 року канадський уряд силоміць переселив всім місцевих ескімоських сімей звідси у значно північніші арктичні села Гріс-Фіорд та Резольют. Уряд мотивував це бажанням зберегти традиції ескімосів на тлі того, що у Північному Квебеку були погані умови для полювання і це робило ескімосів значно залежними від державних субсидій. В той же час квебекські ескімоси були не готові до проживання у незвичних для них значно суворіших умовах північної Арктики й вважають, що це переселення було викликано бажанням канадського уряду підвищити  свій суверенитет у Канадському арктичному архіпелагзі шляхом підвищення населеності цього регіону.

## Населення
Населення села Інукджуак за переписом 2011 року становить 1597 чоловік і для нього характерним є зростання у період від перепису 2001  року
- 2001 рік — 1294 осіб [8]
- 2006 рік — 1597 осіб [8]
- 2011 рік — 1597 особи [2]

Данні про національний склад населення, рідну мову й використання мов у селі Інукджуак, отримані під час перепису 2011 року, будуть оприлюднені 24 жовтня 2012 року. Перепис 2006 року дає такі данні:
- корінні жителі – 1340 осіб,
- некорінні - 85 осіб.

| Мова                                          | Рідна мова | Рідна мова | Володіння офіційною мовою | Володіння офіційною мовою | Мова, якою найчастіше розмовляють вдома | Мова, якою найчастіше розмовляють вдома | Мова, якою найчастіше розмовляють на роботі | Мова, якою найчастіше розмовляють на роботі |
| Мова                                          | 2006       | 2011       | 2006                      | 2011                      | 2006                                    | 2011                                    | 2006                                        | 2011                                        |
| Англійська                                    | 50         |            | 775                       |                           | 65                                      |                                         | 140                                         |                                             |
| Французька                                    | 45         |            | 110                       |                           | 35                                      |                                         | 20                                          |                                             |
| Французька і англійська                       | 0          |            | 200                       |                           | 0                                       |                                         | 0                                           |                                             |
| Англійська і неофіційна мова                  | 0          |            | 0                         |                           | 20                                      |                                         | 10                                          |                                             |
| Французька і неофіційна мова                  | -          |            | -                         |                           | 10                                      |                                         | 0                                           |                                             |
| Інша мова (мови)                              | 1330       |            | -                         |                           | 1300                                    |                                         | 380                                         |                                             |
| Не володіють ані англійською, ані французькою | -          | -          | 340                       |                           | -                                       | -                                       | -                                           | -                                           |

## Важливі місця
- Музей пам’яті та Центр культурної спадщини ім. Даніель Віталуктук (фр. Le Musée commémoratif et centre de transmission de la culture Daniel-Weetaluktuk) – музей ескімоської культури.[10][11] В експозиції представлені предмети сучасності й понад 200 археологічних предметів. Музей є єдиним музеєм такого рівня у Нунавіку. Названий на честь ескімоського антрополога Даніель Віталуктук (Daniel Weetaluktuk).
- Вік найдавніших лавових потоків, виявлених на Землі, неподалік села Інукджуак на березі Гудзонової затоки в Канаді, становить 3,825 мільярда років. Це - найдавніший зафіксований вияв вулканізму на Землі.[12]